# Кольчунский сельсовет
Кольчунский сельсовет — административная единица на территории Ошмянского района Гродненской области Белоруссии. Административный центр — агрогородок Кольчуны.

## Состав
Кольчунский сельсовет включает 36 населённых пунктов:
- Адамовщина — деревня.
- Белянишки — хутор.
- Берники — деревня.
- Болбы — деревня.
- Болтуп — деревня.
- Большие Семюны — деревня.
- Будёновка — деревня.
- Буни — деревня.
- Габрияловщина — деревня.
- Городники — деревня.
- Гущи — деревня.
- Загорники — деревня.
- Кольчуны — агрогородок.
- Ленковщина — деревня.
- Лойтевщина — деревня.
- Людвиковщина — деревня.
- Малые Семюны — деревня.
- Морги — хутор.
- Мордасы — деревня.
- Новополье — деревня.
- Новосяды — деревня.
- Акменеи — деревня.
- Осиновка — хутор.
- Поболевщина — деревня.
- Повишни — деревня.
- Поленики — деревня.
- Попишки — деревня.
- Раловщина — деревня.
- Расюковщина — хутор.
- Секеровцы — деревня.
- Сенковщина — деревня.
- Стодольники — деревня.
- Суглобишки — хутор.
- Суслишки — хутор.
- Хоронжишки — деревня.
- Яхимишки — хутор.

Упразднённые населённые пункты на территории сельсовета: хутора Лабы, Мазуровщина.